# Tom Morga
Thomas Alvin Morga (Burbank, 27 de novembro de 1941), mais conhecido como Tom Morga, é um dublê, ator e coordenador de dublês norte-americano. Entre seus principais trabalhos, estão papéis na série Star Trek e em algumas produções cinematográficas de terror populares.

## Primeiros anos
Morga nasceu em Mission Hills, Burbank, Califórnia. Enquanto estava na faculdade, trabalhou como bombeiro paraquedista entre 1969 e 1974 em Missoula, Montana. Esse emprego rendeu-lhe sua primeira aparição na televisão, em um episódio de Mutual of Omaha's Wild Kingdom, uma série documental sobre animais. Tal experiência o inspirou a seguir carreira de dublê.

## Carreira
O artista começou a desenvolver suas habilidades como dublê em meados da década de 1970. Mais tarde, trabalhou como dublê de Patrick Duffy na telessérie Man from Atlantis. Desde então, Morga desempenhou essa função vários produções de cinema e televisão, sendo substituto de diferentes atores. Seu trabalho também inclui papéis de dublê e ator em diversos filmes e episódios televisivos da franquia Star Trek, embora não tenha recebido créditos por todas as suas aparições.

### Em filmes de terror
Morga é o único ator e dublê que interpretou três dos mais conhecidos personagens do cinema de horror: Jason Voorhees, Leatherface e Michael Myers. Ele retratou Leatherface em The Texas Chainsaw Massacre 2 (1982) nas sequências que se passam em uma ponte. Em 1985, interpretou Jason Voorhees em Friday the 13th: A New Beginning durante as cenas de alucinações do protagonista Tommy, exceto na sequência do sonho vista na abertura do filme, na qual o vilão foi interpretado pelo dublê John Hock. Embora não tenha sido creditado por suas aparições como Jason, Morgan recebeu crédito na tela como dublê de Dick Wieand, intérprete do impostor de Jason, Roy Burns; Morga desempenhou o papel em quase todas as cenas em que este personagem aparece mascarado. Em 1984, ele interpretou Michael Myers na primeira metade de Halloween 4: The Return of Michael Myers, sendo substituído por George P. Wilbur no restante do filme.

## Reconhecimento
Morga foi um dos vencedores da primeira edição do Stuntman Awards, premiação dedicada aos dublês de Hollywood, cuja cerimônia original foi transmitida na televisão norte-americana em 1985; ele venceu na categoria "Melhor sequência de luta" por seu desempenho em Bachelor Party. Em 2007, Morga fez parte da equipe de dublês que recebeu o Prêmio Taurus World Stunt de "Melhor Luta" por seu trabalho em Pirates of the Caribbean: Dead Man's Chest.

## Filmografia parcial

### Ator
| Ano  | Título                                         | Papel                   | Ref.  |
| ---- | ---------------------------------------------- | ----------------------- | ----- |
| 1979 | Star Trek: The Motion Picture                  | Tripulante Klingon      | [ 8 ] |
| 1981 | Charlie Chan and the Curse of the Dragon Queen | Repórter no cais        | [ 8 ] |
| 1988 | Alien Nation                                   | Raincoat                | [ 8 ] |
| 1989 | Kinjite: Forbidden Subjects                    | Guerreiro               | [ 8 ] |
| 1991 | Suburban Commando                              | Mímico                  | [ 8 ] |
| 1991 | Star Trek VI: The Undiscovered Country         | O Bruto                 | [ 8 ] |
| 1991 | Eve of Destruction                             | Assaltante de banco # 2 | [ 8 ] |

### Dublê
| Ano  | Título                                                 | Ref.  |
| ---- | ------------------------------------------------------ | ----- |
| 1980 | The Stunt Man                                          | [ 8 ] |
| 1980 | The Big Brawl                                          | [ 8 ] |
| 1982 | Star Trek II: The Wrath of Khan                        | [ 8 ] |
| 1983 | Two of a Kind                                          | [ 8 ] |
| 1984 | Bachelor Party                                         | [ 8 ] |
| 1984 | Star Trek III: The Search for Spock                    | [ 8 ] |
| 1985 | Better of Dead                                         | [ 8 ] |
| 1985 | Commando                                               | [ 9 ] |
| 1985 | Friday the 13th: A New Beginning                       | [ 9 ] |
| 1985 | Police Academy 2: Their First Assignment               | [ 9 ] |
| 1985 | Remo Williams: The Adventure Begins                    | [ 9 ] |
| 1986 | The Texas Chainsaw Massacre 2                          | [ 9 ] |
| 1987 | Jaws: The Revenge                                      | [ 9 ] |
| 1987 | Jack's Back                                            | [ 8 ] |
| 1988 | Halloween 4: The Return of Michael Myers               | [ 8 ] |
| 1989 | Turner & Hooch                                         | [ 8 ] |
| 1989 | Star Trek V: The Final Frontier                        | [ 8 ] |
| 1990 | Blind Fury                                             | [ 8 ] |
| 1990 | The Exorcist III                                       | [ 9 ] |
| 1990 | The Rookie                                             | [ 9 ] |
| 1990 | Problem Child                                          | [ 9 ] |
| 1990 | Repossessed                                            | [ 9 ] |
| 1991 | Hudson Hawk                                            | [ 9 ] |
| 1991 | Child's Play 3                                         | [ 8 ] |
| 1992 | Wayne's World                                          | [ 8 ] |
| 1992 | Deep Cover                                             | [ 8 ] |
| 1993 | Army of Darkness                                       | [ 8 ] |
| 1993 | Hear No Evil                                           | [ 8 ] |
| 1994 | The Shawshank Redemption                               | [ 9 ] |
| 1997 | The Lost World: Jurassic Park                          | [ 8 ] |
| 1998 | The Replacement Killers                                | [ 9 ] |
| 1998 | Deep Impact                                            | [ 9 ] |
| 1999 | Ride with the Devil                                    | [ 9 ] |
| 2001 | Dr. Dolittle 2                                         | [ 9 ] |
| 2002 | Catch Me If You Can                                    | [ 8 ] |
| 2003 | Master and Commander: The Far Side of the World        | [ 8 ] |
| 2003 | Pirates of the Caribbean: The Curse of the Black Pearl | [ 9 ] |
| 2007 | Pirates of the Caribbean: Dead Man's Chest             | [ 7 ] |
| 2007 | Pirates of the Caribbean: At World's End               | [ 3 ] |